# تساغاشين (آراغاتسوتن)
مدينة تساغاشين (بالإنجليزية: Tsaghkashen)‏ هي إحدى المدن التابعة لمقاطعة آراغاتسوتن في أرمينيا. يقدر عدد سكانها بـ 788 نسمة حسب الإحصاء الذي جرى عام 2011.